# TAFKA
TAFKA oder tafka ist ein Akronym aus dem Ausdruck „The artist formerly known as ...“ (engl.: „Der Künstler, früher bekannt als...“). Der Begriff geht auf den Künstler Prince zurück, der Ende des 20. Jahrhunderts seine Werke einige Zeit nicht unter seinem bekannten Künstlernamen veröffentlichte, wobei er dann stattdessen als „The Artist Formerly Known As Prince“, abgekürzt TAFKAP, bezeichnet wurde.
Dieses Kürzel wurde dann ein gängiger Begriff als Hinweis bei Namensänderungen, wie sie z. B. bei Internet-Nicknames häufiger vorkommen.